# Nader Khalili

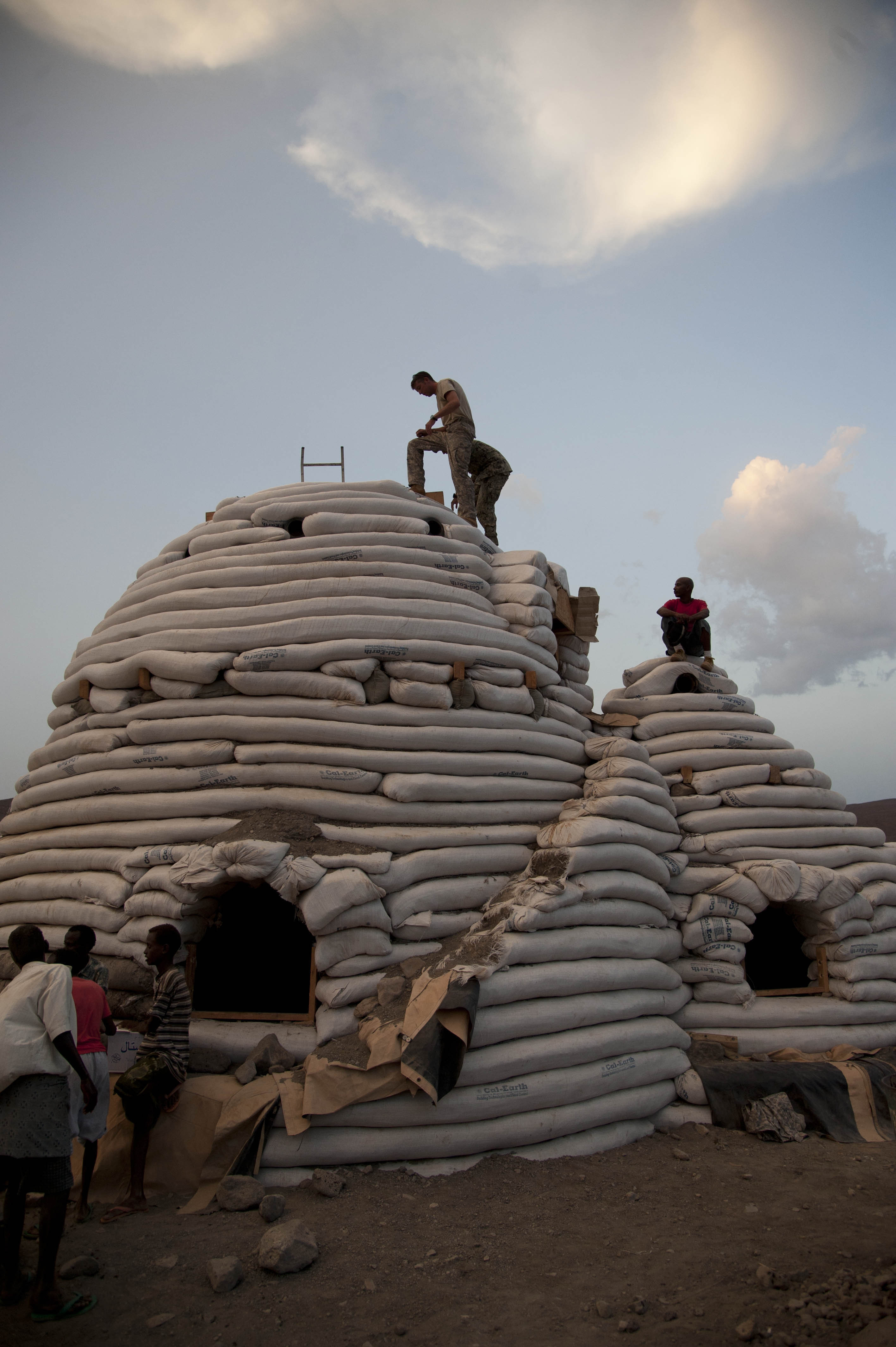
Eco-Dome im Bau in Dschibuti, Mai 2012

Nader Khalili (* 22. Februar 1936 in Teheran, Iran; † 5. März 2008 in Los Angeles, USA) war Architekt und Autor. Er gilt als Pionier auf dem Gebiet der Selbstbausysteme in der Dritten Welt. Seine Weltsicht ist vom mystischen Dichter Dschalal ad-Din ar-Rumi geleitet.

## Leben
Nader Khalili studierte Architektur an der Universität Teheran, der Technischen Universität Istanbul und ging dann über New York und San Francisco nach Los Angeles. Nach dem Erhalt seiner Lizenz 1970 als Architekt in Kalifornien war er in den USA sowie im Iran tätig. 

### Geltaftan
Müde, konventionelle Wohnhochhäuser und Parkhäuser zu errichten, beschäftigte er sich seit 1975 mit kleinen Wohnbauten aus Erde. Hierfür unternimmt er eine Reise mit dem Motorrad durch den ländlichen Iran, wo er die nächsten fünf Jahre bleibt. Aus dem Bedürfnis einer stärkeren Resistenz der vorgefundenen Bauten aus Lehmziegeln (Adobe) gegenüber den Naturgewalten resultiert Khalilis innovatives Konzept eines Keramik-Hauses. Hierfür brennt er die gebaute Lehmstruktur über mehrere Tage hinweg.
Nach der Rückkehr in die USA entwickelt er dies weiter zum Geltaftan Earth-and-Fire System, das er ab 1984 auch für die NASA zum Bau von Wohnstrukturen auf dem Mond adaptiert. 

### Superadobe
Bedeutsamer wird Khalilis einfacherer Ansatz zur Festigung von Erdbauten, den er Superadobe nennt. Hierfür füllt er lokal vorgefundene Erde in Sandsäcke (später speziell in langen Schläuchen produziert), die er in Lagen zu Gewölbestrukturen aufbaut und hierbei die einzelnen Lagen gegeneinander mit Stacheldraht fixiert. In rudimentärer Weise ist dies ein ideales Baukonzept für temporäre Bauten in Flüchtlingslagern und führt zur Berufung Khalilis als Berater der Vereinten Nationen. Diese Strukturen werden für ein Flüchtlingslager für Iraker im Baninajar Camp, Chuzestan (Iran), erstmals vereinzelt verwirklicht.
Eine stabilere Umsetzung des Prinzips mit Hilfe von feuchter Erde und Bindemitteln sowie einem Verputz macht die Bauten zur Langzeitnutzung tauglich. Er entwickelt hierfür mehrere Modelle, die er in Hesperia (Kalifornien) umsetzt, u. a. das Haus Earth One mit einer Reihung tonnengewölbter Räume und Eco-Dome, einem Rundbau mit kleineren Apsiden.

### Lehre und Auszeichnungen
Khalili lehrte 1983–2008 an der SCI-Arc. 1986 gründete er die Geltaftan Foundation und 1991 das California Institute of Earth Art and Architecture (Cal-Earth) in Hesperia. Für seine Forschungen erhielt er 1984 den Preis für „Excellence in Technology“ des California Council of the American Institute of Architects (CCAIA). 1987 wurde er von der UN ausgezeichnet. 2004 gewann er den Aga Khan Award for Architecture für seine Superadobe-Prototypen.

## Schriften
- Racing Alone (autobiografisch)
- Ceramic Houses and Earth Architecture: How to Build Your Own
- Sidewalks on the Moon (autobiografisch)
- Rumi, Fountain of Fire
- Rumi, Dancing the Flame